# Verdun (Meuse)
Verdun település Franciaországban, Meuse megyében. Lakosainak száma 16 610 fő (2022. január 1.). Verdun Belleville-sur-Meuse, Belleray, Belrupt-en-Verdunois, Eix, Fleury-devant-Douaumont, Fromeréville-les-Vallons, Haudainville, Landrecourt-Lempire, Moulainville, Nixéville-Blercourt, Sivry-la-Perche és Thierville-sur-Meuse községekkel határos.

## Története
A Meuse folyó partján fekvő Verdun évszázadok óta fontos szerepet játszott a hátország védelmében, stratégiai elhelyezkedése miatt. Többek közt Attila is megpróbálta bevenni a várost az 5. században, de nem járt sikerrel. Nagy Károly birodalmának szétesésekor, a 843-ban kötött verduni szerződés értelmében a város a Német-római Birodalomhoz került. 1648-ban, a harmincéves háborút lezáró münsteri béke következtében, a város Franciaország részévé vált. Verdun, a porosz–francia háborút követően, a franciák által kiépített védelmi vonal fontos erődítménye volt. A német fenyegetés miatt Franciaország keleti határán erős védelmi vonalat alakítottak ki, Verdun és Toul, valamint Épinal és Belfort között. A verduni erőd volt Champagne, valamint a Párizshoz vezető útvonal legfőbb védelme.
1914-ben a város ellenállt a német rohamnak, pedig az erődöt még a híres Kövér Berta ágyúval is lőtték. A francia helyőrség Valuban városában, egy 17. századi várban tartózkodott, ahol a 19. század végén egy egész földalatti alagútrendszert építettek ki, kórházzal, fegyverraktárral, és a katonák lakhelyével. A verduni csata az első világháború egyik fontosabb ütközete volt a nyugati fronton. A csata a német és a francia csapatok közt zajlott, 1916. február 21-étől december 18-áig, a város közelében. Az összecsapás durván 10 hónapig tartott, így a világ leghosszabb csatái közt emlegetik.

## Népesség
A település népessége az elmúlt években az alábbi módon változott:
| Lakosok száma | 22 013 | 21 516 | 20 753 | 19 374 | 17 923 | 18 139 | 17 475 | 16 942 | 16 877 | 16 610 |
|               | 1968   | 1982   | 1990   | 2006   | 2013   | 2015   | 2017   | 2019   | 2020   | 2022   |